# Gordon Bajnai
Dans le nom hongrois Bajnai Gordon, le nom de famille précède le prénom, mais cet article utilise l’ordre habituel en français Gordon Bajnai, où le prénom précède le nom.
György Gordon Bajnai ([ˈgoɾ.don], [ˈbɒj.nɒ.i]), né le 5 mars 1968 à Szeged, est un homme d'État hongrois, Premier ministre du 14 avril 2009 au 29 mai 2010. C'est le leader d'Ensemble 2014.
Il est nommé ministre des Affaires locales en 2007, puis devient ministre de l'Économie en 2008. En mars 2009, bien qu'indépendant, il est désigné par le Parti socialiste hongrois comme remplaçant de Ferenc Gyurcsány au poste de Premier ministre hongrois. Il est élu à ce poste le 14 avril après l'adoption par l'Assemblée nationale de Hongrie d'une motion de censure constructive. Son mandat est principalement marqué par la sévère rigueur budgétaire instaurée à la suite des conséquences de la crise qui frappe alors l'économie mondiale. Il ne se présente pas à sa succession lors des élections législatives de 2010, remportées par la Fidesz-Union civique hongroise.

## Éléments personnels

### Formation et carrière
Né à Szeged, il grandit à Baja et obtient en 1991 un master de relations internationales à l'Université de Sciences économiques de Budapest. Il commence aussitôt à travailler pour Creditum Financial Consulting Ltd, puis part pour Londres en 1993, afin de suivre une formation à la Banque européenne pour la reconstruction et le développement (BERD). Il rentre ensuite en Hongrie, où il est embauché par Eurocorp International Finance Ltd, une société dirigée par Ferenc Gyurcsány et pour laquelle il travaille deux ans.
De 1995 à 2000, il est employé par CA IB Securities Co., une société de placement en bourse. Il est notamment chargé de nombreuses introductions en bourse avant d'occuper les fonctions de directeur exécutif adjoint. Il a ensuite occupé le poste de directeur général de Wallis Rt. jusqu'en 2005. Sa mission est de restructurer la société pour la rendre plus rentable, et de gérer ses investissements.
Il est désigné « jeune manager de l'année » en 2003, et prend en 2005 la présidence de Budapest Airport Plc., la société chargée de privatiser l'aéroport international de Budapest-Ferihegy.
Il renonce à l'ensemble de ses fonctions entrepreneuriales en 2006, à la suite de sa nomination au gouvernement.

### Famille
Marié à deux reprises, Gordon Bajnai est le père de quatre enfants nés de ses deux unions entre 1995 et 2012.

## Débuts en politique
Il n'a jamais fait partie de la Ligue des jeunes communistes hongrois (KISZ), mais il organise le boycott de la cantine de son université en 1987 et préside la division des étudiants indépendants.
Le 1er juillet 2006, il est placé par Ferenc Gyurcsány à la tête de l'agence du développement national (NFU), chargée de la gestion des fonds de l'Union européenne, avec le titre de commissaire du gouvernement pour la politique de développement. Il change de poste le 30 juin 2007, étant nommé ministre des Affaires locales et du Développement régional. À la suite du départ de l'Alliance des démocrates libres (SzDsZ) du gouvernement de coalition, il devient ministre du Développement national et de l'Économie, un portefeuille nouvellement créé, le 30 avril 2008.

## Premier ministre de Hongrie

### Remplaçant de Gyurcsány
En mars 2009, Ferenc Gyurcsány annonce son intention de démissionner du poste de Premier ministre. Le Parti socialiste hongrois (MSzP) étant minoritaire à l'Assemblée nationale, il est contraint de négocier avec son ancien allié libéral le nom du prochain chef du gouvernement. Après plusieurs refus, les deux partis ont finalement trouvé un accord sur le nom de Bajnai, d'abord réticent à cette idée avant de s'y rallier, ayant obtenu le plein soutien des deux partis quant aux mesures d'austérité à prendre.
Pour éviter le déclenchement d'élections anticipées, l'Assemblée adopte le 14 avril 2009 une motion de censure constructive par 204 voix et 8 abstentions, l'opposition ayant renoncé à prendre part au vote. Gordon Bajnai devient alors le nouveau Premier ministre et prend la tête d'un cabinet composé à parité de socialistes et d'indépendants.

### Poursuite de la rigueur budgétaire

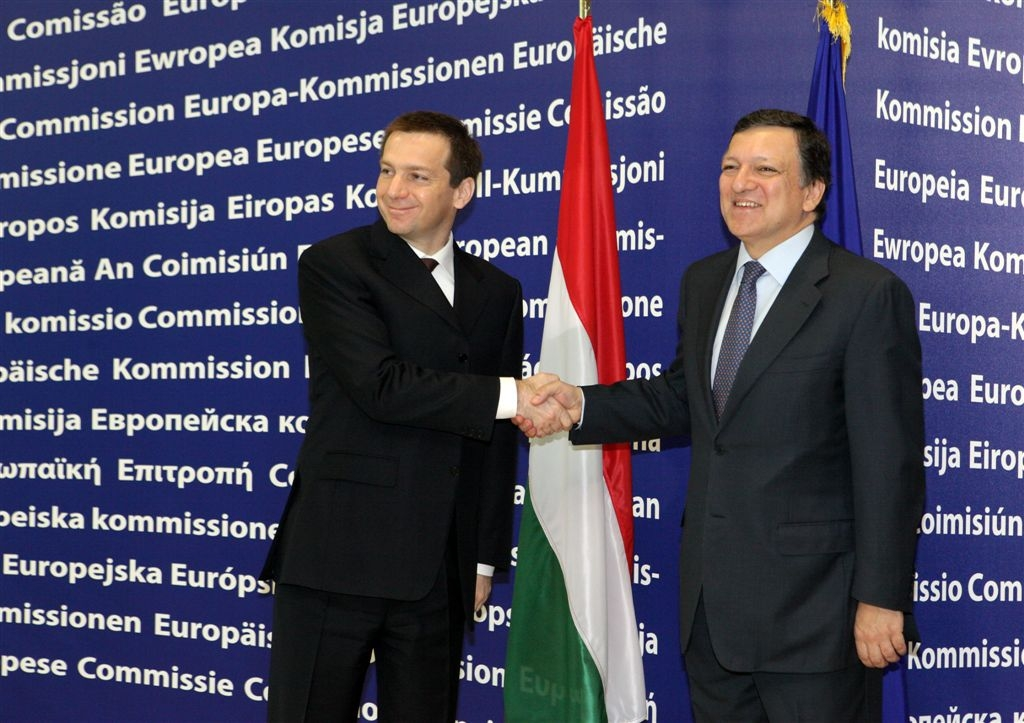
Gordon Bajnai (g.) avec José Manuel Durão Barroso à Bruxelles.

Lors de son premier discours comme chef du gouvernement, il promet de prendre des mesures drastiques en vue de stopper la spirale négative dans laquelle est entraînée l'économie hongroise et d'alléger le fardeau de la crise économique mondiale, précisant qu'il se maintiendrait au pouvoir tant qu'il disposerait d'une solide majorité parlementaire pour soutenir son programme de rigueur budgétaire. La situation économique est alors catastrophique : récession attendue de 6 % du PIB, baisse des investissements étrangers et faiblesse du forint, la monnaie nationale. Pour accéder au prêt du Fonds monétaire international (FMI), il est contraint de réduire fortement les dépenses, principalement celles à caractère social, ce qui lui vaut l'inimitié de certains secteurs du Parti socialiste hongrois, qui voient le parti se couper de sa base électorale.

### Politique internationale
Au niveau international, il réserve son premier déplacement à Bruxelles, où il s'entretient avec José Manuel Durão Barroso puis Jaap de Hoop Scheffer. Il réalise ensuite une visite officielle de deux jours en Israël où il rencontre le Premier ministre Benyamin Netanyahou, Tzipi Livni, et le Premier ministre palestinien Salam Fayyad.
Le 10 septembre 2009, il invite le président du gouvernement slovaque Robert Fico à Szécsény afin de réduire les tensions entre les deux pays provoquées par les modifications apportées par la loi slovaque sur l'usage de la langue officielle et l'interdiction faite au président hongrois László Sólyom de se rendre en Slovaquie. Il annonce deux mois plus tard son intention d'envoyer de nouveaux soldats en Afghanistan, assurant que ce déploiement était couvert par les réserves budgétaires engagées et s'en tenir au mandat parlementaire qui prévoit un contingent maximum de mille hommes sur place.

### Retrait de la politique
N'ayant pas souhaité être candidat à sa succession dans le cadre des élections législatives d'avril 2010, il devient Premier ministre « en fonction » à partir du 14 mai, à la suite de l'ouverture de la sixième législature de l'Assemblée nationale de Hongrie. Il cède son poste à Viktor Orbán le 29 mai suivant.